# 张毓文
張毓文 （1945年2月24日—2024年11月14日），國家一級崑曲演員，北方崑曲劇院「北昆四旦」之一、國家級非物質文化遺產代表性項目（崑曲）代表性傳承人、北京京剧昆曲振兴协会副会长、中国戏剧家协会会员。
張毓文出生於北京市，因祖父，父母喜歡看戲，住處又離老長安戲院很近，她童年時經常跟隨家人去看戲。另外，她就讀於北京第二實驗小學，學校校長是戲迷，學校的文化氛圍對她喜歡戲曲產生影響。張毓文主要代表作有《棋盤會》、《昭君出塞》、《刺梁》、《瑤台》、《痴夢》、《思凡》、《斷橋》、《藏舟》、《陽告》、《刺虎》、《贈劍》、《百花點將》等經典崑曲劇目。

## 早年經歷
1956年，張毓文在鄰居介紹下參加北京崑曲研習社，隨周銓庵、李金壽、沈盤生、鄭斌等學習崑曲。
1958年，張毓文和同學在西單劇場看到北昆的招生廣告，雖然比招生年齡小一歲，她考入北方崑曲劇院崑曲學員班，師從韓世昌、馬祥麟、白雲生、傅雪漪、吳南青、徐蕙茹等學習，工閨門旦兼刀馬旦、刺殺旦、正旦、花旦。
1958年 – 1962年，先後繼承了《牡丹亭》、《玉簪記》、《西廂記》、《販馬記》、《白蛇傳》、《別姬》、《認子》、《蘆林》等優秀傳統劇目，並排演了全本《百花記》、《荊釵記》、《武松》等傳統大戲及《晴雯》、《文成公主》等崑曲新編歷史劇。

## 拜師
1983年拜馬祥麟為師
1986年参加北方片昆剧传承学习并担任助教

## 傳授崑曲
1984年起連續擔任三屆北方崑曲劇院學員班的主教老師
1990年起被中國戲曲學院聘為客座教授
2005年起至離世，擔任北京陶然崑曲學社社長，教授崑曲愛好者包括外國人崑曲
2013年，在中国评剧大剧院举行的第二届当代昆剧名家收徒传艺工程拜师仪式上收徒
2018年起，擔任北方崑曲劇院榮慶學堂崑曲人才培養項目老師
2018年，传授和指导北京文化艺术基金2018年度资助项目《荆钗记》
2022年，為第七屆中國京劇優秀青年演員研究生班指導老師，教授《鐵冠圖·貞娥刺虎》
2023年，擔任「馬祥麟北方崑曲劇目藝術傳承項目」的主教老師

## 獲獎情況
1979年北方崑曲劇院复建後，她在《血濺美人圖》中飾紅娘子，獲個人表演獎
1983年主演《三夫人》飾梁紅玉，獲個人表演獎
2005年2月20日，被聯合國教科文組織授予崑曲藝術傳承發展及國際文化交流終身成就獎
2015年5月6日，在北京市京剧昆曲振兴协会30周年纪念会上获得年京昆辅导成就奖
2018年5月，被定為第五批國家級非物質文化遺產代表性項目代表性傳承人
2021年1月30日，獲得第十一屆國戲杯學生戲曲大賽（北京地區）優秀指導教師獎
2021年9月29日，被日本大使館貴島善子公使授予駐外公館館長獎

## 社會活動
1999年，北方昆曲剧院、日本昆剧之友社、北京市京剧昆曲振兴协会举办纪念马祥麟逝世五周年活动，张毓文在此活动中起关键纽带作用
2010年，组织北京陶然崑曲學社成立七周年演出
2011年5月參加「崑劇之路—中國崑曲藝術列入聯合國教科文組織「人類口頭和非物質遺產代表作」十周年紀念演出
2013年，组织北京陶然崑曲學社主辦崑曲表演藝術家馬祥麟先生誕辰100周年活動
2016年，北京陶然崑曲學社、北方崑曲劇院主辦崑劇藝術家張毓文老師從藝六十周年公益演出
2023年6月參加紀念崑曲大師馬祥麟誕辰110周年暨崑曲藝術家張毓文從藝67周年專場演出
2024年1月參加馬祥麟北方崑曲藝術講座暨馬祥麟北方崑曲劇目藝術傳承項目匯報演出